# Прити Зинта
Прити Зинта (на английски: Preity Zinta, хинди: प्रीति ज़िंटा, урду: پریتی زینتا) е индийска актриса, която участва в популярни боливудски филми.

## Биография
Прити Зинта е родена в хиндуистко семейство. Нейният баща Дипанкер Зинта е офицер от индийската армия. Той умира в автомобилна катастрофа, когато Прити е само на 13 години. В колата с него пътува и майката на Прити, Нилпраба. Тя оцелява, но е принудена да лежи на легло за известно време. Прити има двама братя – Дипанкер, който е роден през 1973 година и Маниш, който е роден през 1975 година. Дипанкер следва стъпките на баща си и също е офицер в индийската армия.
След като завършва манастирското училище „Исус и Мария“ в Симла, Прити започва да учи криминална психология в колежа „Свети Бедес“, като успоредно с това посещава и Бомбайският университет. След като се дипломира със специалността криминална психология, тя започва да работи като модел и не помисля, че някой ден може да бъде актриса, но режисьорът Шекхар Капур я харесва толкова много, че решава тя да изпълнява главната женска роля в следващия му филм. Филмът „Tara Rum Pum“, за който тя е избрана обаче така и не вижда бял свят, тъй като режисьорът е много зает с другите свои проекти. Но това няма значение, защото Прити е забелязана от много влиятелни личности от Боливуд.
Първият филм, в който тя се снима, е филмът на Кундан Шах „Kya Kehna“. Този филм, въпреки че е сниман през 1998 година е пуснат по кината, чак през 2000 година. Първият филм с нейно участие, който излиза по кината, е „Dil se“, през 1998 г. Още през същата година следва и първият хитов филм с нейно участие – „Soldier“. За най-успешен филм на Прити се счита (imdb.com) филмът от 2004 година Veer-Zaara, в който тя си партнира с най-голямата звезда на съвременното индийско кино Шах Рук Хан, с участието и на Рани Мукерджи.
Прити Зинта често си партнира с актрисата Рани Мукерджи. Двете си партнират за първи път през 2000 година. Имат 4 общи филма, всеки един, от които е хит. Последният техен общ филм е Kabhi Alvida Naa Kehna от 2006 година.
Прити Зинта е считана (forever boards index и surfindia.com) за една от трите най-успешни актриси на съвременното индийско кино, заедно с Рани Мукерджи и Айшвария Рай.
През 2016 г. се омъжва за финансист Джийн Гуденуг

## Филмография
| Година | Филм                               | Роля                                      |
| ------ | ---------------------------------- | ----------------------------------------- |
| 2013   | Любовта в Париж                    | Ишк                                       |
| 2008   | Rab Ne Bana Di Jodi                | Special appearance in a song              |
| 2008   | Герои                              | Kuljeet Singh                             |
| 2008   | Heaven on Earth                    | Chand                                     |
| 2007   | The Last Lear                      | Shabnam                                   |
| 2007   | Jhoom Barabar Jhoom                | Алвира Кан                                |
| 2006   | Jaan-E-Mann                        | Пия Гоял                                  |
| 2006   | Kabhi Alvida Naa Kehna \|Рия Саран |                                           |
| 2006   | Krrish                             | Ниша (специално участие)                  |
| 2006   | Alag                               | Специално участие в песента "Sabse Alag " |
| 2005   | Salaam Namaste                     | Амбър „Амби“ Малхотра                     |
| 2005   | Khullam Khulla Pyaar Karen         | Прити                                     |
| 2004   | Веер-Заара                         | Зара Хаят Кан                             |
| 2004   | Dil Ne Jise Apna Kahaa             | Др. Паринита (Пари)                       |
| 2004   | Lakshya                            | Ромила „Роми" Дута                        |
| 2003   | Утрото може и да не настъпи        | Нена Катрин Капур                         |
| 2003   | Аз намерих някого                  | Ниша                                      |
| 2003   | Armaan                             | Соня Капур                                |
| 2003   | The Hero: Love Story of a Spy      | Решма/Руксар                              |
| 2002   | Dil Hai Tumhaara                   | Шалу                                      |
| 2001   | Yeh Raaste Hain Pyaar Ke           | Сакши                                     |
| 2001   | Dil Chahta Hai                     | Шалини                                    |
| 2001   | Chori Chori Chupke Chupke          | Мадхубала (Мадху)                         |
| 2001   | Farz                               | Каджал Сингх                              |
| 2000   | Мисия Кашмир                       | Суфия "„Суфи“" Парвез                     |
| 2000   | Har Dil Jo Pyar Karega             | Джанви                                    |
| 2000   | Kya Kehna                          | Прия Бакси                                |
| 1999   | Dillagi                            | Рани (специално участие)                  |
| 1999   | Sangharsh                          | CBI офицер Рит Оберой                     |
| 1999   | Raja Kumarudu                      | Рани                                      |
| 1998   | Premante Idera                     | Джану                                     |
| 1998   | Soldier                            | Прити Сингх                               |
| 1998   | Dil Se                             | Прити Наир                                |